# غاري جونز (لاعب كرة قدم مواليد 1951)
غاري جونز (بالإنجليزية: Gary Jones)‏ هو لاعب كرة قدم بريطاني في مركز نصف الجناح، ولد في 5 يناير 1951 في بريسكوت ‏ في المملكة المتحدة. لعب مع برمنغهام سيتي وفورت لودردايل سترايكرز ونادي إيفرتون.